# Romina Rocamonje
Romina Rocamonje Fuentes (Guayaramerín, Bolivia; 21 de septiembre de 1992) es una modelo y reina de belleza boliviana, ganadora de los títulos Miss Bolivia 2014 y Reina Hispanoamericana 2014, y representante de dicho país en el Miss Universo 2015.

## Vida personal
Romina Rocamonje nació el 21 de septiembre de 1992 en Guayaramerín, Beni. Proviene de una familia ganadera. Es hija de Óscar Rocamonje y Katia Fuentes, además de tener cinco hermanos. Romina es estudiante de Medicina Veterinaria y Zootecnia en la Universidad Autónoma del Beni.

## Trayectoria como modelo

### Miss Bolivia 2014
Romina participó como la representante del Departamento del Beni en el Miss Bolivia 2014 que se realizó el 31 de julio en Santa Cruz, donde compitió en diversas categorías con otras 22 candidatas provenientes de todo el país para finalmente ser coronada como "Miss Bolivia" de manos de su antecesora Claudia Tavel. Rocamonje obtiene la cuarta corona nacional para tal departamento y además recibe la premiaciones especiales de Miss Elegancia Rosamar y Chica AmasZonas.

### Reina Hispanoamericana 2014
Como titular de Miss Bolivia, Romina tuvo la responsabilidad de representar el país del altiplano en el certamen Reina Hispanoamericana 2014 que se llevó a cabo en la ciudad de Santa Cruz de la Sierra, tal certamen agrupó 24 candidatas provenientes de diversas partes de Hispanoamérica. Al final de la velada, Rocamonje se adjudicó como Reina Hispanoamericana y fuera coronada de manos de la colombiana María Alejandra López. Así, Bolivia obtiene su tercer título hispanoamericano en su historia. La representante boliviana también recibió algunos reconocimientos especiales como Miss Cielo y Miss Elegancia Rosamar.

### Miss Universo 2015
Como ganadora del Miss Bolivia 2014, Rocamonje obtiene el derecho de representar tal país en 64.ª edición del certamen Miss Universo. Compitió en el certamen internacional sin clasificar.

### Miss Supranational 2017
Romina fue elegida para representar a Bolivia en el reinado Miss Supranacional 2017, realizado en Polonia logrando ubicarse en el top 25.